# Labeotropheus trewavasae
Labeotropheus trewavasae es una especie de peces de la familia Cichlidae en el orden Perciformes.

## Morfología
Los machos pueden llegar alcanzar los 11,7 cm de longitud total.

## Alimentación
Come algas, crustáceos pequeños y gusanos.

## Hábitat
Es una especie de clima tropical que vive entre 21 °C-24 °C de temperatura.

## Distribución geográfica
Se encuentra en África):  lago Malawi